# Ecce homo

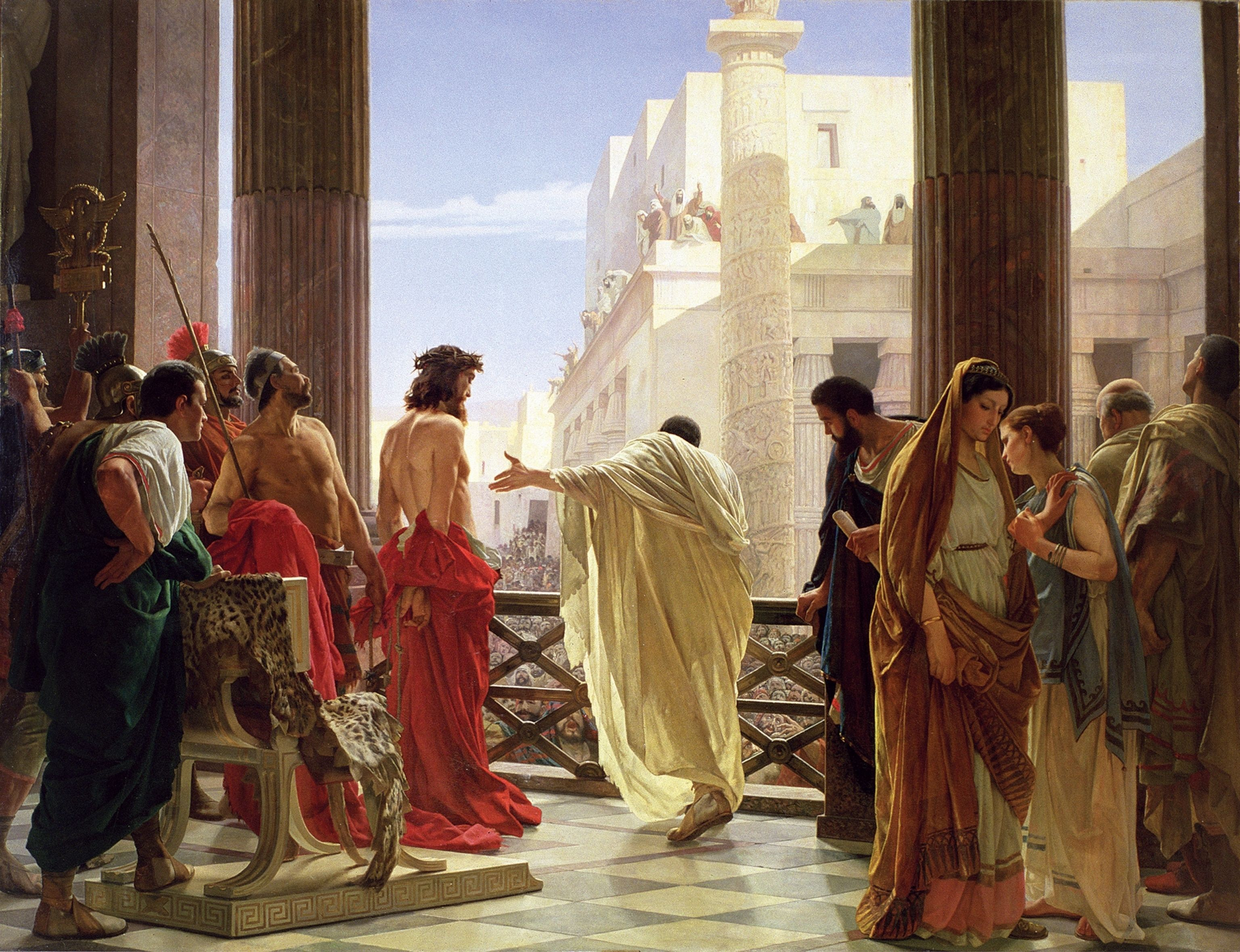
Ecce Homo, obra do pintor italiano Antonio Ciseri (1821-1891)

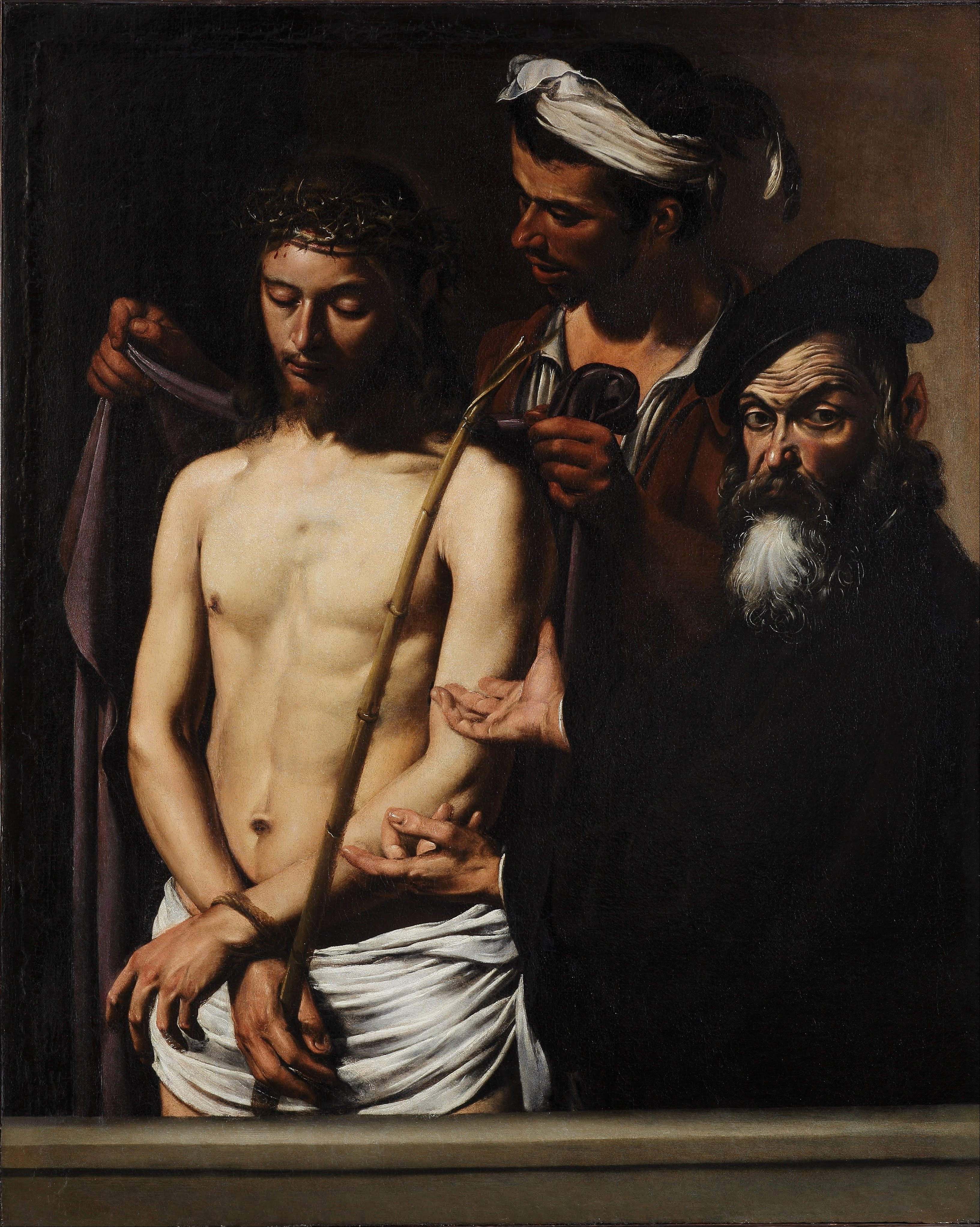
Ecce Homo, obra do pintor italiano Caravaggio (1571-1610)

Ecce homo são as palavras que Pôncio Pilatos teria dito, em latim, ao apresentar Jesus Cristo aos judeus de acordo com o evangelho. Em português, a frase significa "Eis o Homem" (rei ou senhor dos homens).
Trata-se da tradução que surge na Vulgata da frase grega ιδου ο ανθρωπος (translit. Idou ho anthrōpos). Segundo o Evangelho segundo João (19:5), foram as palavras pronunciadas pelo governador romano Pôncio Pilatos quando apresentou Jesus de Nazaré (flagelado, atado e com a coroa de espinhos) perante a multidão hostil, à qual Pilatos submeteu o destino final do réu (posto que ele, Pilatos, lavava as mãos, ou seja, eximia-se de responsabilidade sobre a decisão).
Na iconografia cristã costuma chamar-se Ecce Homo ou Senhor da Cana Verde, vulgarmente com ela na mão a servir-lhe de ceptro, às figurações de Jesus Cristo apresentado em sofrimento.